# Brunoise

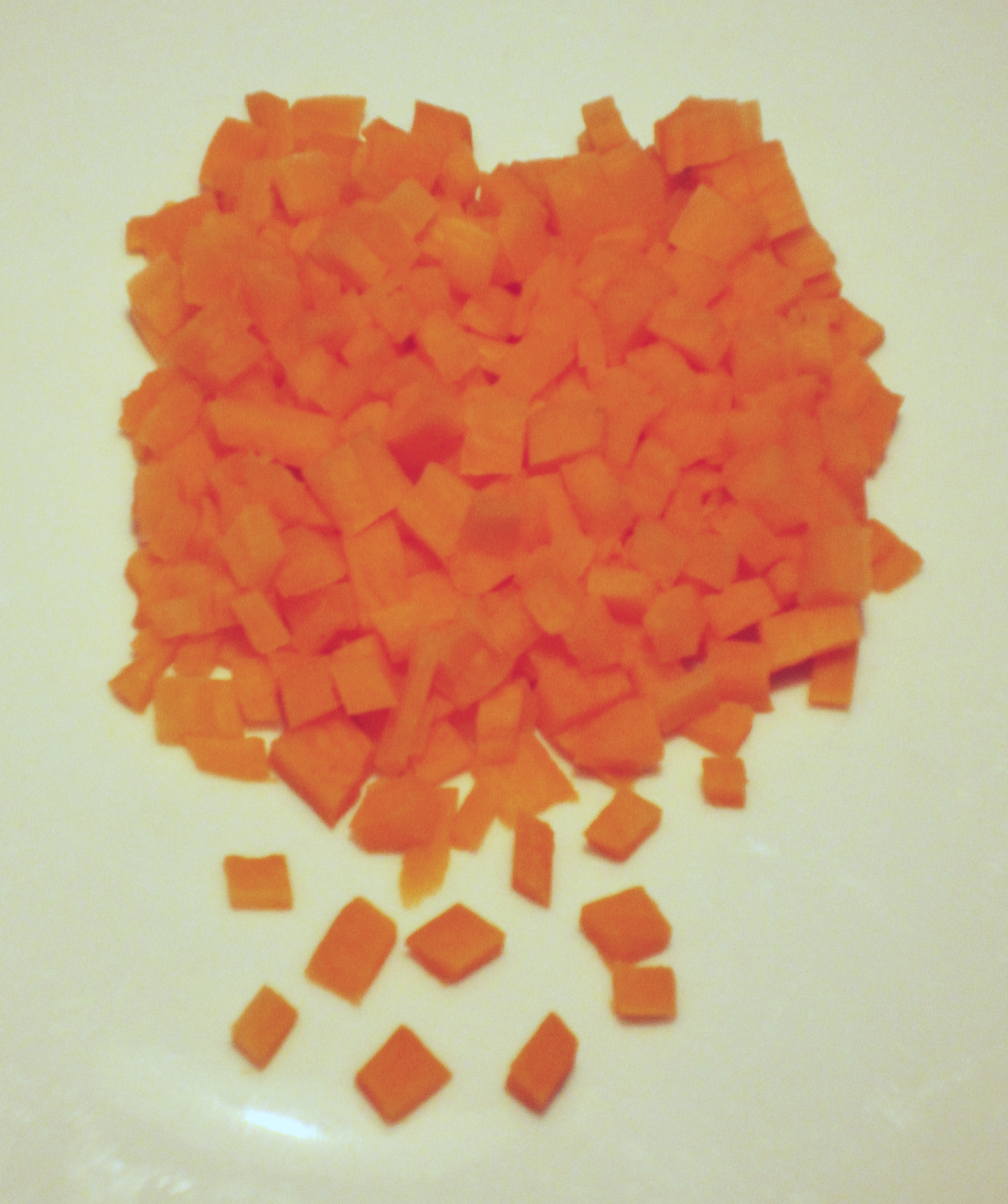
Carote alla brunoise

La brunoise (termine lingua francese, AFI: [bʁynwaz]) è una tecnica culinaria in cui il cibo viene prima tagliato alla julienne, poi girato di 90° e tagliato a dadini, ottenendo in questo modo cubetti di circa 3mm o meno su ciascun lato. In Francia un taglio alla brunoise è più piccolo e va da 1 a 2mm per lato.
Alcune verdure tipiche per questo taglio sono carote, sedano, porri e rape; solitamente le verdure tagliate in questo modo vengono sbollentate brevemente in acqua salata bollente e poi vengono immerse in acqua salata ghiacciata per alcuni secondi in modo da fissarne il colore. La brunoise è usata come guarnizione in molti piatti fra cui il consommé.
La precisione del taglio dei cubetti è importante per la realizzazione di un piatto armonico.
Questa tecnica viene utilizzata anche in brodi e zuppe in modo da aumentare rapidamente la velocità con cui sapori e aromi vengono trasferiti al liquido circostante. Ciò avviene grazie alla superficie delle verdure che risulta maggiore rispetto a una tritatura tradizionale, ed è preferibile per le ricette che non beneficiano della consistenza delle verdure tritate.